# Zasłonak tłusty

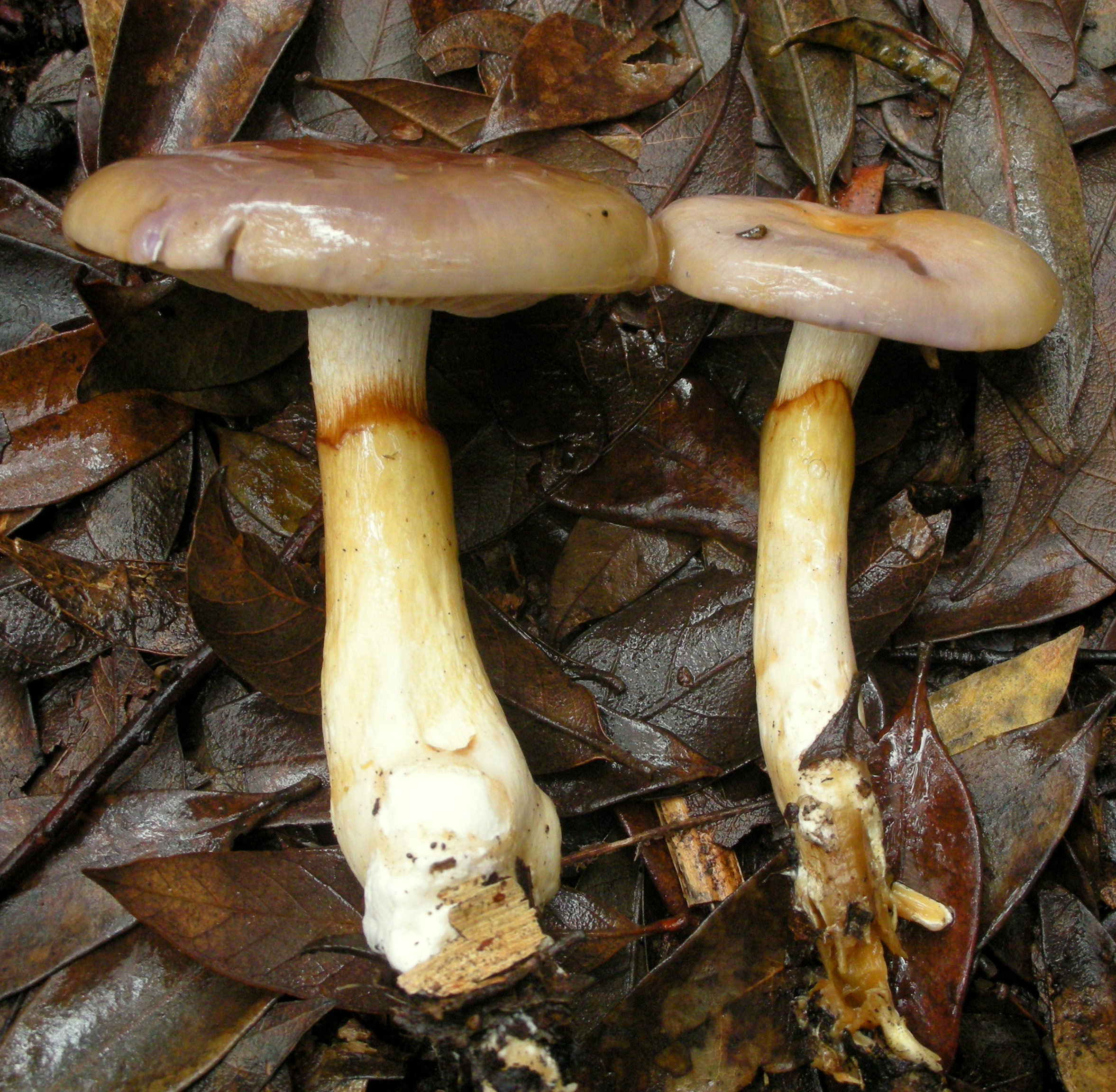

Zasłonak tłusty (Cortinarius emunctus Fr.) – gatunek grzybów należący do rodziny zasłonakowatych (Cortinariaceae).

## Systematyka i nazewnictwo
Pozycja w klasyfikacji według Index Fungorum: Cortinarius, Cortinariaceae, Agaricales, Agaricomycetidae, Agaricomycetes, Agaricomycotina, Basidiomycota, Fungi.
Po raz pierwszy zdiagnozował go Elias Fries w 1838 r. Synonim: Gomphos emunctus (Fr.) Kuntze 1891.
Polską nazwę zaproponował Władysław Wojewoda w 2003 r.

## Morfologia
Kapelusz
Średnica 6–7 cm, początkowo półkulisty, potem wypukły lub dzwonkowaty, w końcu płasko rozpostarty, zazwyczaj z garbkiem. Powierzchnia kleista, jednolicie blado szarofioletowa do stalowoniebieskiej, z wiekiem powoli szarawo ochrowa do bladożółtej.
Blaszki
Gęste, szarawo liliowe do szarofioletowych, szybko brązowawe, początkowo z białymi ostrzami.
Trzon
Wysokość 8–11 cm, grubość 0,5–1,2 cm, walcowaty z maczugowatą podstawą, początkowo pełny, potem pusty. Powierzchnia kleista, o barwie od szarofioletowej do rdzawobrązowej.
Miąższ
W kapeluszu bladobrązowy, w trzonie początkowo lekko fioletowawy. Ma niewyraźny zapach i słodkawy smak.
Cechy mikroskopowe
Zarodniki prawie kuliste, umiarkowanie i gęsto brodawkowane, 6,5–8,5 × 5,5–7 µm.

## Występowanie i siedlisko
Podano wiele stanowisk Cortinarius emunctus w Europie oraz dwa w Kanadzie. Jest rzadki. W Polsce do 2003 r. jedyne jego stanowisko podał Andrzej Nespiak w 1960 r. w Dolinie Pańszczyca w Tatrach, w 2010 r. podano następne stanowiski. Według W. Wojewody rozprzestrzenienie tego gatunku i stopień zagrożenia w Polsce nie są znane.
Naziemny grzyb mykoryzowy. Występuje w lasach, na glebach dość wilgotnych i żyznych, szczególnie pod świerkiem.